# Johann Kaspar Aiblinger
Johann Kaspar Aiblinger (Wasserburg am Inn, 23 febbraio 1779 – Monaco di Baviera, 6 maggio 1867) è stato un compositore e direttore d'orchestra tedesco.
Johann Kaspar Aiblinger è nato a Wasserburg am Inn, in Baviera. Ad undici anni ha iniziato i suoi studi presso l'Abbazia di Tegernsee, dove è stato istruito in pianoforte e organo. Quattro anni dopo, è entrato al liceo ginnasio a Monaco, dove ha studiato con il professor Schlett, suo connazionale.
Nel 1800 ha iniziato i suoi studi presso l'Università di Landshut. Interiormente attratto dalla Chiesa cattolica, completò i suoi studi di filosofia e iniziò quello di teologia, ma la secolarizzazione di molti ordini religiosi in Baviera gli impedì di entrare in un chiostro. Ora si dedica esclusivamente alla musica. Spinto dall'idea allora prevalente che senza una visita in Italia nessuna educazione musicale è completa, volse i suoi passi verso sud.
Dopo un soggiorno di otto anni a Vicenza, dove cadde sotto l'influenza del suo connazionale Johann Simon Mayr, Aiblinger (1811) si recò a Venezia e lì incontrò Meyerbeer, che gli procurò un accesso al Conservatorio. Il suo fallimento nel fondare una scuola di musica classica lo portò a Milano per assumere la direzione del balletto locale. Al suo ritorno in Baviera, il re Massimiliano I Giuseppe di Baviera lo invitò a Monaco per dirigere l'opera italiana. Il re Ludovico I di Baviera lo nominò direttore dell'orchestra reale e lo mandò in Italia per raccogliere antichi capolavori italiani. Al suo ritorno divenne organista presso la Allerheiligen-Hofkirche, la chiesa di Tutti i Santi, per la quale scrisse molte preziose composizioni.
Negli anni venti dell'Ottocento, scrisse due opere infruttuose, prima di rivolgere le sue energie a una crociata contro l'influenza dell'opera italiana, che alla fine portò a una rinascita dell'Iphigenia in Tauris di Christoph Willibald Gluck, riorchestrata da Aiblinger. Poi si è poi rivolto alla musica sacra, studiando gli antichi maestri e procurandosi esecuzioni delle loro opere. Le sue numerose composizioni ecclesiastiche comprendono messe e requiem, offertorio e graduali, salmi, litanie e inni tedeschi, molti dei quali sono stati pubblicati ad Augusta, Monaco, Ratisbona e Magonza.
Nel 1864 si dimise da Ognissanti, a causa degli anni che avanzavano. È morto a Monaco.
Compì gli studi a Bergamo con Johann Simon Mayr e fu direttore d'orchestra a Milano e a Monaco.
Compositore di musica sacra e teatrale, contribuì con proprie raccolte e ricerche, e con la fondazione a Venezia dell'Odeon, al culto della musica del passato.

## Alcune opere
- Messe
  - Messe in la maggiore per soprano, contralto, coro e organo
  - Weihnachtsmesse per solo, arpa, organo, contrabbasso e violoncello
  - Missa Advocata nostra (anche conosciuta con il nome Harfenmesse)
- Pastorale in Sol maggiore
- Bayerisches Militärgebet
- Rodrige und Chimäne
- Requiem in re minore
- Salve Regina in mi maggiore